# Littleton, Winchester
Littleton är en by i civil parish Littleton and Harestock, i distriktet Winchester, i grevskapet Hampshire i England. Byn är belägen 4 km från Winchester. Orten har 852 invånare (2015).